# Pesinale
Pesinale war ein italienisches Volumenmaß und in verschiedenen Orten wie Udine, Tolmezzo und andere in Gebrauch.
- San Daniele, Gemona 1 Stajo = 6 Pesinali = 0,765813 Hektoliter
  - 1 Pesinale = 12,76 Liter
- Gradisca 1 Stajo nuovo = 6 Pesinali = 0,87126 Hektoliter
  - 1 Pesinale = 14,52 Liter
- Gradisca 1 Stajo vecchio = 6 Pesinali = 0,848602 Hektoliter
  - 1 Pesinale = 14,14 Liter
- Tolmezzo 1 Stajo = 6 Pesinali = 0,7227 Hektoliter
  - 1 Pesinale = 12,05 Liter
- Udine 1 Stajo = 6 Pesinali = 0,731590 Hektoliter
  - 1 Pesinale = 12,19 Liter
- Cividale del Friuli 1 Stajo = 6 Pesinali = 12 Schiffi = 0,75735 Hektoliter